# Quam singulari
Quam singulari foi um decreto lançado pelo Papa Pio X em 1910, relativo à admissão de crianças à Eucaristia.
Havia uma preocupação na igreja sobre a prática de operar com idades diferentes para admitir a primeira comunhão e a primeira confissão. Alguns argumentaram que, embora atingir a idade da razão fosse o suficiente para receber a primeira confissão, "um pleno conhecimento das questões de fé" era necessário para receber a primeira comunhão. Isso, de acordo com o Quam singulari, estava errado. Em evidência disso, o decreto se referia a autoridades históricas como o Concílio de Latrão de 1215, os ensinamentos de Santo Tomás de Aquino e Santo Antônio, as práticas da igreja primitiva e as próprias palavras de Cristo sobre as crianças. Portanto, foi enfatizado que este decreto não instituiu uma nova doutrina, mas simplesmente esclareceu as antigas. A opinião adversa desacreditou como jansenista. A principal preocupação do Vaticano era que a primeira inocência infantil das crianças fosse perdida e que fossem permitidas que caíssem em estado de pecado antes que a primeira comunhão fosse admitida. Para evitar isso, foi decretado que:
- "A idade da discrição, tanto para a confissão como para a sagrada comunhão, é o momento em que a criança começa a raciocinar, isto é, por volta do sétimo ano, mais ou menos.";
- "Um conhecimento completo e perfeito da doutrina cristã não é necessário nem para a primeira confissão nem para a primeira comunhão.";
- Também foi enfatizado que aqueles que estavam encarregados das crianças, pais e pastores, deveriam cuidar para que as crianças recebessem sua primeira comunhão, e que continuassem a fazê-la pelo menos uma vez por ano depois.